# Campeonato Mundial de Esgrima de 2005

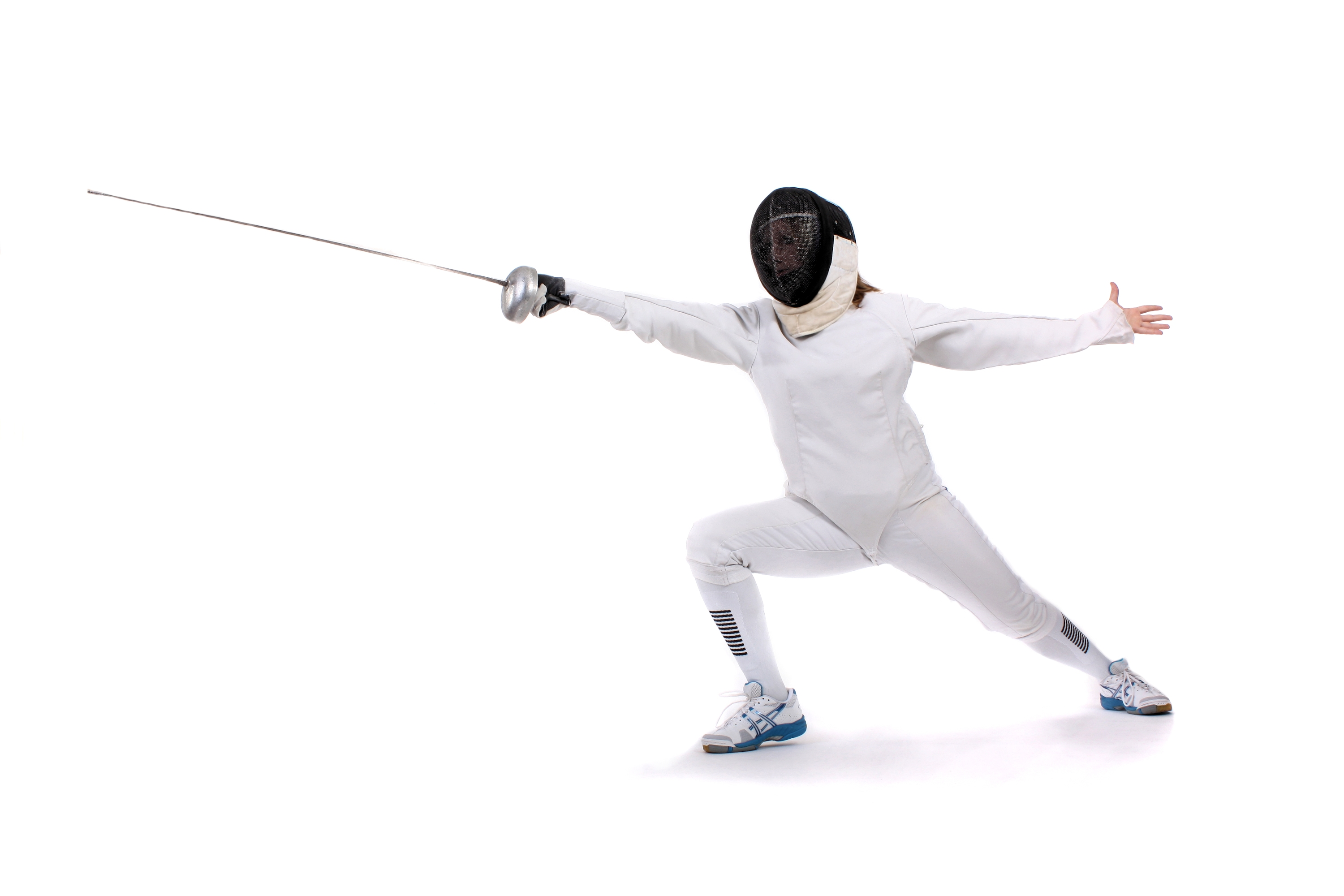
Mujeres de esgrima con traje de esgrima

El LXVII Campeonato Mundial de Esgrima se celebró en Leipzig (Alemania) entre el 8 y el 15 de octubre de 2005. Fue organizado por la Federación Internacional de Esgrima (FIE) y la Federación Alemana de Esgrima.
Las competiciones se realizaron en la Arena de Leipzig, con capacidad para 5000 espectadores.

## Medallistas

### Masculino
| Evento              | Oro                                                                                | Plata                                                                       | Bronce                                                                        |
| ------------------- | ---------------------------------------------------------------------------------- | --------------------------------------------------------------------------- | ----------------------------------------------------------------------------- |
| Florete individual  | Salvatore Sanzo · Italia                                                           | Zhang Liangliang China                                                      | Andrei Deyev · Rusia · Nicolas Beaudan · Francia                              |
| Florete por equipos | Nicolas Beaudan Erwann Le Péchoux Victor Sintès Brice Guyart Francia               | Salvatore Sanzo · Andrea Baldini · Simone Vanni · Andrea Cassarà · Italia   | Benjamin Kleibrink · Dominik Behr · Ralf Bißdorf · Peter Joppich · Alemania   |
| Espada individual   | Pavel Kolobkov · Rusia                                                             | Fabrice Jeannet Francia                                                     | Claus Mørch · Noruega · Bas Verwijlen · Países Bajos                          |
| Espada por equipos  | Fabrice Jeannet Jérôme Jeannet Éric Boisse Ulrich Robeiri Francia                  | Daniel Strigel · Sven Schmid · Martin Schmitt · Jörg Fiedler · Alemania     | Maxym Jvorost · Dmytro Kariuchenko · Dmytro Chumak · Vitali Osharov · Ucrania |
| Sable individual    | Mihai Covaliu · Rumania                                                            | Stanislav Pozdniakov · Rusia                                                | Oleh Shturbabin · Ucrania · Alexei Yakimenko · Rusia                          |
| Sable por equipos   | Stanislav Pozdniakov · Alexei Frosin · Alexei Yakimenko · Alexei Diachenko · Rusia | Aldo Montano · Luigi Tarantino · Giampiero Pastore · Andrea Aquili · Italia | Boris Sanson Vincent Anstett Julien Pillet Nicolas Lopez Francia              |

### Femenino
| Evento              | Oro                                                                               | Plata                                                                                    | Bronce                                                                         |
| ------------------- | --------------------------------------------------------------------------------- | ---------------------------------------------------------------------------------------- | ------------------------------------------------------------------------------ |
| Florete individual  | Valentina Vezzali · Italia                                                        | Anja Müller · Alemania                                                                   | Adeline Wuillème · Francia · Edina Knapek · Hungría                            |
| Florete por equipos | Nam Hyun-Hee Seo Mi-Jung Lee Hye-Sun Jung Gil-Ok Corea del Sur                    | Roxana Scarlat · Cristina Stahl · Andreea Andrei · Cristina Ghiță · Rumania              | Adeline Wuillème Corinne Maîtrejean Céline Seigneur Astrid Guyart Francia      |
| Espada individual   | Danuta Dmowska · Polonia                                                          | Maarika Võsu Estonia                                                                     | Laura Flessel-Colovic · Francia · Sherraine MacKay · Canadá                    |
| Espada por equipos  | Laura Flessel-Colovic Hajnalka Kiraly-Picot Sarah Daninthe Maureen Nisima Francia | Adrienn Hormay · Julianna Révész · Hajnalka Tóth · Emese Szász · Hungría                 | Britta Heidemann · Claudia Bokel · Imke Duplitzer · Monika Sozanska · Alemania |
| Sable individual    | Anne-Lise Touya Francia                                                           | Sofia Velikaya · Rusia                                                                   | Alessandra Lucchino · Italia · Ilaria Bianco · Italia                          |
| Sable por equipos   | Sada Jacobson Rebecca Ward Caitlin Thompson Mariel Zagunis Estados Unidos         | Sofia Velikaya · Svetlana Kormilitsyna · Yelena Nechayeva · Yekaterina Fedorkina · Rusia | Edina Csaba · Orsolya Nagy · Gabriella Sznopek · Dóra Varga · Hungría          |

## Medallero
| Núm. | País           | Oro | Plata | Bronce | Total |
| ---- | -------------- | --- | ----- | ------ | ----- |
| 1    | Francia        | 4   | 1     | 5      | 10    |
| 2    | Rusia          | 2   | 3     | 2      | 7     |
| 3    | Italia         | 2   | 2     | 2      | 6     |
| 4    | Rumania        | 1   | 1     | 0      | 2     |
| 5    | Corea del Sur  | 1   | 0     | 0      | 1     |
| 5    | Estados Unidos | 1   | 0     | 0      | 1     |
| 5    | Polonia        | 1   | 0     | 0      | 1     |
| 8    | Alemania       | 0   | 2     | 2      | 4     |
| 9    | Hungría        | 0   | 1     | 2      | 3     |
| 10   | China          | 0   | 1     | 0      | 1     |
| 10   | Estonia        | 0   | 1     | 0      | 1     |
| 12   | Ucrania        | 0   | 0     | 2      | 2     |
| 13   | Canadá         | 0   | 0     | 1      | 1     |
| 13   | Noruega        | 0   | 0     | 1      | 1     |
| 13   | Países Bajos   | 0   | 0     | 1      | 1     |
|      | TOTAL          | 12  | 12    | 18     | 42    |